# Martin Sixsmith
Martin Sixsmith (Warrington, 24 de setembro de 1952) é um escritor e apresentador de televisão britânico.